# 丁聖祐
丁聖祐（1994年12月13日—），出生於美國加利福尼亞州，是臺灣女子游泳運動員。

## 生平
丁聖祐在9歲與家人回到臺灣後，曾讀臺北市大安區新生國民小學，後來轉去臺北市立吳興國民小學。國中就讀臺北市立南港高級中學國中部，並選擇在母校直升高中部。大學就讀國立臺灣大學工商管理學系。

## 爭議
丁聖祐在2017年夏季世界大學運動會中華台北代表團游泳代表隊名單公佈後，於個人的YouTube頻道上傳影片，及《體育改革聯會》Facebook上指控中華民國游泳協會遴選過程黑箱作業。對於參賽標準的質疑，中華民國游泳協會理事長許東雄人在2017年世界游泳錦標賽現場，而由游泳代表隊總教練李澄峯代為回應。國立臺灣大學教師葉丙成在Facebook表示，質疑2017年夏季世界大學運動會派全國大專校院運動會100公尺蝶式金牌的選手黃渼茜去參加50公尺蝶式的比賽項目，而非全國大專校院運動會50公尺蝶式金牌的丁聖祐，明顯有誤導臺灣社會大眾的說詞。教育部體育署副署長林哲宏、中華民國大專院校體育總會秘書長曾慶裕和李澄峯召開記者會表示，尚未報名選手的個人項目，也沒有確認黃渼茜會報名50公尺蝶式；但為了平息外界爭議，決定女子游泳隊6名徵召入選的夏季世界大學運動會國家選手中，除廖曼汶參加個人賽事外，其他選手皆不參加個人比賽項目。

## 外部連結
- 丁妹動吃動吃 SportziMitzi的Facebook專頁
- YouTube上的SportziMitzi 丁妹頻道